# Dick Visser
Dirk (Dick) Visser (Hoorn (Noord-Holland), 26 november 1926 – onbekend, 6 juli 2012) was een Nederlands gitarist.
Hij was zoon van het net getrouwde echtpaar melkcontroleur Dirk Visser en Fokje Bosma. Zelf was hij sinds 1954 getrouwd met sopraan (Staatsexamen) Anneke (A.M.) van Setten.
Hij kreeg zijn gitaaropleiding van Gerard Gest aan het Muzieklyceum Amsterdam en van Regino Sainz de la Maza aan het Real Conservatorio Superior de Música de Madrid (zonder er af te studeren).
Hij werd vervolgens uitvoerend musicus binnen de klassieke muziek. Op dat vlak gaf hij wel eerste uitvoeringen van werken van Theo Smit Sibinga, Henk Badings en Rob du Bois. Ook kamermuziek kwam aan bod via het Flagytrio (fluit, altviool, gitaar) en zijn eigen gitaartrio met Emile Hopman en Theo Krumeich.
Op compositorisch gebied, ondersteund door een opleiding van Kees van Baaren (contrapunt en fuga) schreef hij werken voor zijn eigen instrument, gitaarsolo , gitaarduo en gitaartrio:
- 1959: Vier etudes
- 1968: Expressieve muziek
- 1982: Three Greek vases
- 1983: Twelve preludes after Manuel Maria Ponce
- 1990: Broken mirror (voor fluit, altviool, gitaar)

Een aantal werken is vastgelegd volgens Muziekweb.
Ook op ander gebied roerde hij zich. Hij was hoofd van de gitaarsectie van het Conservatorium van Amsterdam (hij was de eerste docent toen het hoofdvak werd ingesteld in 1958) en dat van Utrecht. Leerlingen van hem zijn onder meer Klaus Fenter (jazz) en Julian Coco. Vanaf 1982 was hij enige tijd voorzitter van de "Federatie van Kunstenaarsverenigingen", bekleedde dezelfde functie bij "Constantijn Huygens Vereniging van Belgische en Nederlandse gitaristen". Hij was jurylid bij menig gitaarconcours en redacteur bij blad Kithara.
Visser maakte de opkomst mee van de gitaar in Nederland. Een vloek en een zegen vond hij. Hij zag bijvoorbeeld de Blue Diamonds de gitaar populair maken, maar vond het zelf geen gitaren (fabrieksmatig geproduceerd) en gitaarspel. Hijzelf bespeelde gitaren van Theo Dellen (handmatig geproduceerd).
- Bibliothèque nationale de France: cb14836136f (data)
- Gemeinsame Normdatei: 134908252
- International Standard Name Identifier: 0000 0000 7252 5296
- Library of Congress Control Number: n95013418
- MusicBrainz: f2d38121-297a-4a2e-9b41-9f7911019659
- Nederlandse Thesaurus van Auteursnamen: 07387020X
- Réseau des bibliothèques de Suisse occidentale: 02-A003945337
- Virtual International Authority File: 100995947